# Dân tộc biệt lập

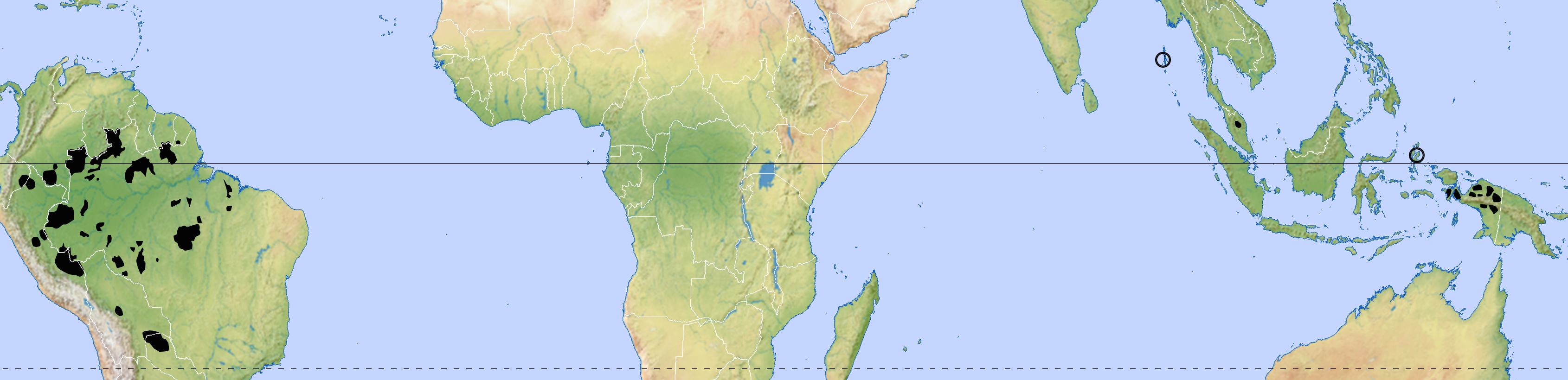
Bản đồ các bộ lạc cô lập, đầu thế kỷ 21

Dân tộc biệt lập, dân tộc cô lập, dân tộc cách ly (isolated people) hay dân tộc không liên lạc hay những bộ lạc bị lãng quên (lost tribes), là những cộng đồng sống tách biệt đáng kể với nền văn minh toàn cầu. Sự cách ly như vậy có thể là do hoàn cảnh lịch sử địa lý hoặc do tự chọn hay tự nguyện.
Hiện tại thì số người vẫn chưa bị ảnh hưởng bởi nền văn minh toàn cầu là rất ít, và có những ý kiến khác nhau về tác động đến họ. Các nhà hoạt động nhân quyền của người bản địa thì kêu gọi các nhóm như vậy nên được bỏ lại một mình, nói rằng việc tiếp xúc sẽ cản trở quyền tự quyết (Self-determination) của họ. Ngoài ra, các bộ lạc cô lập có thể không miễn dịch đối với các bệnh thông thường, sự tiếp xúc với họ có thể truyền bệnh và giết chết nhiều thành viên của họ. Điều này đã từng xảy ra trong lịch sử khi những người châu Âu đến xâm chiếm Nam Mỹ từ thế kỷ 15 đã đem theo virus đậu mùa, cúm, sởi, sốt phát ban,... làm nhiều người trong các bộ lạc mắc bệnh và tử vong.
Năm 2013 ước tính có hơn 100 bộ lạc không được liên lạc trên toàn thế giới, chủ yếu ở các khu vực có mật độ rừng cao ở Nam Mỹ, Trung Phi và New Guinea. Hiểu biết về sự tồn tại của các nhóm này phần lớn là từ các cuộc gặp gỡ không thường xuyên và đôi khi bạo lực với các bộ lạc lân cận, và từ các cảnh quay trên không.